# Pierre Philippe Bechade de Rochepin
Pierre Philippe Bechade de Rochepin (1694 – 18. března 1776, Brno) byl polní podmaršál a vojenský inženýr habsburského vojenského inženýrského sboru.

## Život
Jako zemský inženýr žil od roku 1742 většinou v Brně, kde se mu v letech 1744–1755 narodili čtyři synové a dcera. Nejstarší syn Quido Benedict Rochepine působil rovněž v Brně jako vojenský inženýr.

## Stavitelské aktivity
Vybudoval bastionovou pevnost Olomouc, jako projektant a stavitel v letech 1742–1752, a pevnost Brno se Špilberkem.